# 颜浊邹
颜浊邹（？—前472年），《史记·仲尼弟子列传》、《孔子家语》没有记载，《吕氏春秋·尊师篇》作颜涿聚，《韩诗外传》作颜鄙聚， 《晏子》作颜烛邹，又作颜仇由、颜斫聚、颜喙聚、颜烛趋、颜烛雏、颜庚。春秋时期齐国人，一说为卫国人。孔子弟子。

## 生平
颜涿聚是梁父之大盗，是子路和卫国大夫弥子瑕的妻兄。孔子在周游列国时在卫国曾住在颜浊邹的家里，他遂成为孔子弟子。颜涿聚说：周成王曾和戏子侏儒一起玩耍，非常尽兴，但解决重大问题时，必找有德之人商谈，所以能将天下治理好。季氏虽有十数个孔子弟子为家臣，但要解决重大问题时，却找戏子和侏儒商量，所以不得善终。
一次，田成子遠遊時樂而忘返，於是下達命令禁止人勸他回去，否則處死，此時就只有顏涿聚敢於勸諫。顏涿聚告訴田成子現在雖然他感到很快樂，但若此時有人發動政變，田成子將會失去王位。田成子起初並不納諫，更準備把顏涿聚處死。但顏涿聚於千均一髮之際立即說：「從前夏桀處死關龍逢，紂王處死比干。今天我有幸作為第三位為國勸諫而犧牲，總算死而無憾！」話畢把脖子放到田成子的刑具前。田成子於是釋放顏涿聚，立刻回國。三日後，立即接報有人曾經發動舉事，但田成子及時回國因而失敗。
前472年，在晋齐隰地之役中，颜涿聚被晋国贵族智伯瑶俘虏。前468年，田成子召见颜涿聚的儿子颜晋，说：“隰地之役，你的父亲死在那里。由于国家多难，没有能抚恤你。现在国君命令把这个城邑给你，穿着朝服驾着车子去朝见，不要废弃你父亲的功劳。”可见颜涿聚可能在被俘后遇害。